# Obrovac (Serbien)

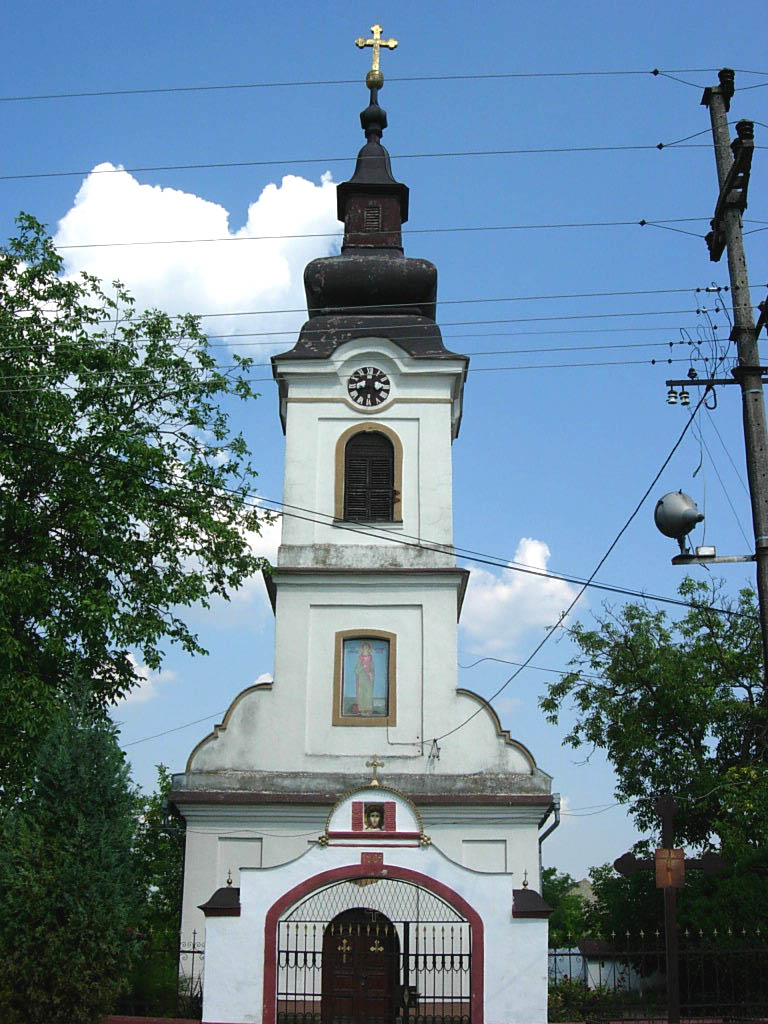
Die serbisch-orthodoxe Kirche Hl. Großmärtyrer Pantaleon in Obrovac

Obrovac (serbisch-kyrillisch Обровац, ungarisch Boróc, deutsch Obrowatz oder  Oberndorf) ist ein Ort in der autonomen Provinz Vojvodina in Serbien.
Der Ort liegt rund acht Kilometer nordöstlich der Donau und gehört zur Gemeinde Bačka Palanka.

## Geschichte
Laut  einer Konskription der Bács-Bodroger Monografie aus dem Jahre 1699 wohnten in Obrovac 23 Bauern, die miteinander 109 Joch Feld besaßen.
1722 war Obrovac eine Gemeinde mit 126 Hausplätzen und einer rein serbischen Bevölkerung, die unter dem Patriarchen Arsen Crnojevic im Jahre 1692 eingewandert war. 1782 wurde die serbisch‑orthodoxe Kirche gebaut. Sie ist noch heute im Besitz eines goldenen Kelches aus dem Jahre 1737. Anfang des 19. Jahrhunderts begannen Deutsche, sich in der serbischen Gemeinde niederzulassen.

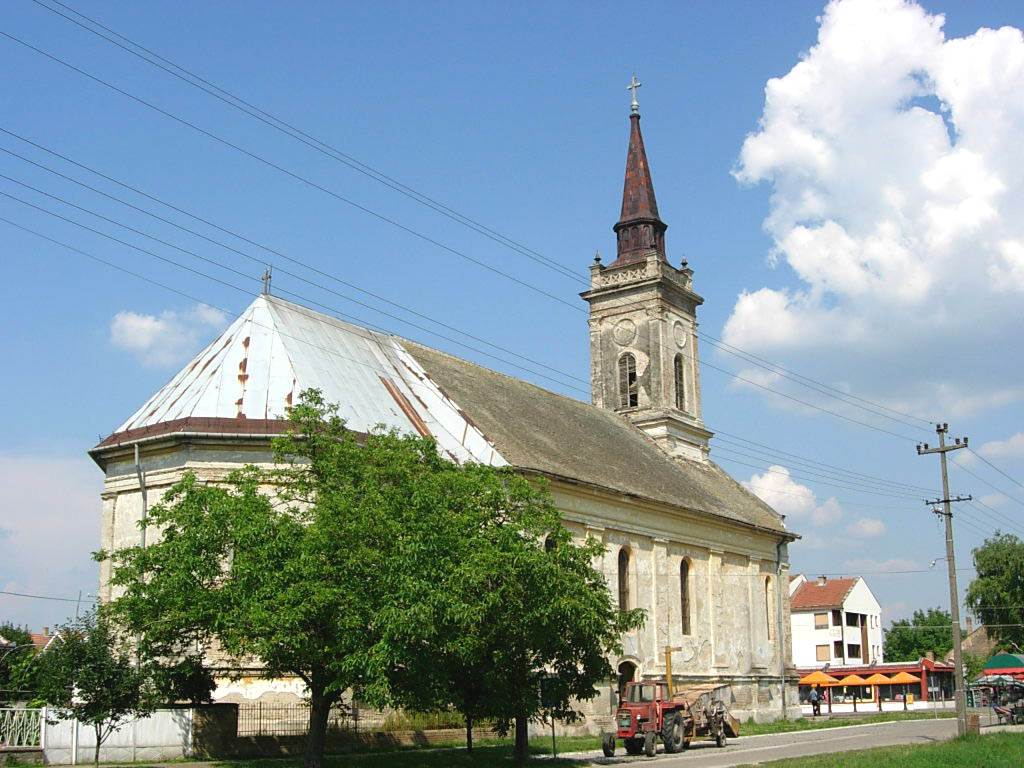
Die römisch-katholische Kirche von Obrovac

Im Jahre 1931 war die Bevölkerungsverteilung wie folgt:
- 1907 Katholiken
- 1093 Serbisch-Orthodoxe
- 19 Protestanten
- 11 Andersgläubige

1944 gab es 1844 Einwohner, wovon 55 Prozent Donauschwaben waren, die ab 1806 von anderen Nachbarorten hinzukamen und sich dort ansiedelten. Bis 1919 gehörte Obrovac zu Österreich-Ungarn. 1941 wurde die Südbatschka wieder Ungarn angegliedert. In dieser Zeit hieß der Ort Boróc.

### Obrovac im Zweiten Weltkrieg
Mit Beginn des Zweiten Weltkrieges wurden alle wehrfähigen Männer des Ortes von der Jugoslawischen Armee zum Kriegsdienst eingezogen. Nach der Kapitulation der jugoslawischen Armee wechselten die deutschen Männer zur ungarischen Armee, waren aber auch  aufgerufen, sich freiwillig zur SS zu melden. Da dieser Aufruf  praktisch jedoch erfolglos blieb, wurden alle greifbaren Männer der Jahrgänge 1900 bis 1924 zwangsgemustert. Die jüngsten Jahrgänge wurden nach Prag zur Grundausbildung gebracht und danach an die Ostfront befohlen. Viele der älteren Jahrgänge meldeten sich mehrheitlich zur „Hipo“ (Hilfspolizei), um den Kriegsdienst zu umgehen.
Im April 1942 wurde die 7. Gebirgsdivision „Prinz Eugen“ aufgestellt, zu der alle wehrpflichtigen deutschen Männer der Vojvodina vom 17. bis zum 50. Lebensjahr eingezogen wurden, sofern sie nicht in der Landwirtschaft unabkömmlich waren.  Mit der Aufstellung der „Prinz Eugen“ wurde von Himmler erstmals die „rassische Auslese“ und das „Freiwilligkeitsprinzip“ für die Waffen-SS fallengelassen. Die Prinz-Eugen-Division operierte hauptsächlich in Bosnien und in Serbien, weshalb deren Soldaten später von der jugoslawischen Regierung zu Landesverrätern erklärt wurden.
Im März 1945 wurde die nicht geflohene Bevölkerung von Obrovac von den Partisanen aus ihren Heimstätten vertrieben und nach Gakovo und Kruševlje in die dortigen Straflager gebracht. Nach wenigen Monaten waren die meisten Verschleppten dort des Hungertodes gestorben. Unter den 193 Todesopfern des Ortes sind auch die Umgekommenen der vom Tito-Regime 1944/45 durchgeführten Deportation von Zivilpersonen aus dem Banat und der Batschka in die Sowjetunion mitberücksichtigt.

## Wirtschaft
Bis 1950 gab es eine große Ziegelfabrik Lotspeich & Busch mit bis zu 80 Arbeitern, die die ganze Region mit Ziegeln belieferte. Bereits 1940 wurden die Ziegel in einem damals sehr fortschrittlichen Ringofen gebrannt.

## Umgebung
Nur wenige Kilometer entfernt befindet sich das Staatsgestüt Karadjordjevo, welches zu Titos Zeiten als Vorführobjekt für Staatsgäste diente und heute als Touristenattraktion fungiert. Bekannt ist auch das daran anschließende Jagdgebiet.